# Саратовски метеорит
Саратовският метеорит е каменен метеорит от клас хондрити. Пада на 6 октомври 1918 г в европейската част на Русия, 10 години след експлозия на Тунгуския метеорит. Името си носи от руския град Саратов, в близост с който е паднал.

## Описание
Метеоритът се движи от изток на запад, приближавайки към Саратов откъм Самарска област. По време на полета си, още във въздуха, той се разпада на парчета и пада във вид на метеоритен дъжд. Части от него падат в полето, на голямо разстояние от населените места, така че пострадали няма. Разпръсват се в границите на днешните райони Волски, Петровски и Базарно-Карабулакски. Според очевидци, следобед небето внезапно се озарява от ярки огнени топки и се раздава силен грохот, който се чува чак до Саратов. След това върху земята се изсипва каменен дъжд.
Най-големият фрагмент с маса над половин тон е открит близо до село Донгус, Волски район. Вторият, тежащ около половин тон, е намерен до село Белая гора близо до град Петровск. И двата са извлечени от дълбочина малко над 2 м. Третият пада в Хвалински район, на границата със Самарска област, но и досега не е открит. Общото тегло на събраните фрагменти е 221,104 кг.
Откритите парчета принадлежат към клас Хондрити, група L4. Те не са радиоактивни и съдържат общо 12 химични елемента, познати на човека. Хондритите имат голяма стойност, тъй като са изградени от първичното космическо вещество, от което някога се е образувала Слънчевата система. Формирани са едновременно със Слънцето, а материята им е останала почти непроменена за последните 4,5 милиарда години. Според една от версиите Саратовският метеорит е тръгнал от Астероидния пояс, който се намира между орбитите на Марс и Юпитер. Там се движат отломки, чийто диаметър достига 800 километра. От ударите между тях някои променят траекторията си и в ограничени случаи се насочват към Земята.

## Експедиция
Четири години по-късно, през септември 1922 г., на място пристига експедиция, организирана от Академията на науките на Русия и оглавявана от известния руски минералог Леонид Кулик, който преди това е ръководил експедиции за търсене на Тунгуския метеорит. Придружава го помощникът му Михаил Минин. Събраните данни позволяват на учените да пресъздадат картината на падането на метеорния поток край Саратов. Експедицията прекарва почти две седмици в града, където събира около половин дузина фрагменти от метеорния поток и изяснява районите на разпръскване на метеорита.
От научно-педагогическия музей във Волск получават още един фрагмент с тегло 56 г, покрит с разтопена кора. Получават и нова информация за част от метеорита, паднала в същия район и потънала в езеро, образувано от старо русло на река Хопьор. Същата сутрин жителите са открили дупка в леда с диаметър около 35 см, поръсена наоколо с червеникав прах.
След проучване участниците уточняват, че зоната, обхваната от метеоритния поток, е доста по-голяма от очакваното. Достигат до Хвалинск и оттам започва изследването на цялата област на падане. Обикалят околните села на коне и събират доста парчета с размери от няколко грама до няколко килограма. В село Белая гора успяват да открият почти 200 фрагмента. В Михайловка намират един къс с размер на кокоше яйце, а в село Шаховско учителят им подарява парче с тегло 150 гр. На няколко километра от село Донгус Кулик събра около 50 малки фрагмента с общо тегло около 220 грама.

## Кражба
В началото в Саратовския държавен университет се съхраняват два големи фрагмента. Единият от тях, тежащ над 120 кг, е бил изложен под специален стъклен купол. Но през 2004 г. той е откраднат заедно с документацията и мистериозно изчезва. Крадците го измъкват през прозореца, въпреки че той тежи почти колкото мотоциклет. Другият вече се пази под ключ в сейф.
Полицията отказва да търси изчезналия фрагмент, тъй като счетоводният отдел на университета изчислява стойността му на 10 рубли. След изявлението на група учени, че са успели да открият останки от бактерии в метеорит, долетял от Марс, цената на отломъка бързо скача и достига до няколко милиона долара. Според сътрудници на университета метеоритът най-вероятно е бил нарязан и продаван на парчета. Няколко месеца след кражбата части от Саратовския метеорит се появяват на търговете в Европа.